# Jake Arditti
Jake Arditti ist ein britischer Countertenor.

## Leben
Der Sohn des Gründers des Arditti Quartetts, Irvine Arditti, und der Stiefsohn der aus Mexiko stammenden Komponistin Hilda Paredes, trat bereits als Knabensopran an der English National Opera und beim Glyndebourne Festival auf – als Yniold in Pelléas et Mélisande. Auch sang er als Knabe in der TV-Serie Gormenghast. Seine Gesangsstudien absolvierte er an der Guildhall School of Music and Drama und an der Opera School des Royal College of Music in London bei Andrew Watts und Russell Smythe. Er erhielt Stipendien vom Countess of Munster Musical Trust, dem Josephine Baker Trust und der Drapers Company, sowie das Baroness de Turckheim Scholarship. 2012 war er Finalist beim Antonio-Cesti-Wettbewerb für Barockoper in Innsbruck und gewann einen Spezialpreis.

### Auf der Bühne
Georg Friedrich Händel, Renaissance- und Barockmusik einerseits, Musik der Moderne andererseits sind die Schwerpunkte Ardittis. Seine Karriere begann auf Sprechbühnen, dem Royal National Theatre, wo er in The Revenger's Tragedy und Marlowes Dido, Queen of Carthage auftrat und sang, sowie in Laurie Sansoms Inszenierung der Duchess of Malfi am Theater The Royal and Derngate in Northampton.
Seinen Durchbruch erzielte der Sänger 2013 als Othniel in Händels Joshua an der Opera North von Leeds, die Kritiken waren überschwänglich und das Publikum begeistert. Arditti ist mit der English Touring Opera und an der English National Opera aufgetreten, bei den Innsbrucker Festwochen der Alten Musik und in der Wiener Kammeroper, in Lille und Lissabon, sowie bei den Händel-Festspielen in Göttingen und London. Schritt für Schritt erarbeitet er sich ein breites Repertoire.

### Im Konzertsaal
Arditti trat gemeinsam mit dem Arditti Quartett seines Vaters beim Heidelberger Frühling 2009 auf und sang dort die Canciones Lunáticas seiner Mutter, Hilda Paredes, und Respighis  Il Tramonto. Die Canciones Lunaticas stellte er auch 2011 in der Wigmore Hall in London, bei den Festivals Wien Modern und Festival d’Automne Paris, in Edenkoben und Edinburgh, im Palacio de Bellas Artes und beim Festival Cervantino in Mexiko, sowie in Tokio vor. Mit dem Quartett seines Vaters interpretierte er auch Werke der Renaissance-Komponisten Robert Dowland und Carlo Gesualdo. Mit dem türkischen Ensemble und dem Programm Soul to Soul („Sieh, was die Lieb' aus mir gemacht“) kehrte er nach Heidelberg zurück und interpretierte dasselbe Programm dann auch in der Kölner Philharmonie.
2013 sang er in Tony Brittens Drama-Dokumentarfilm Benjamin Britten: Peace and Conflict, der dem Pazifismus des britischen Komponisten gewidmet war.

## Rollen (Auswahl)

### In Opern und Oratorien von Georg Friedrich Händel
- Agrippina (Nerone), Theater an der Wien – Internationale Händel-Festspiele Göttingen – English Touring Opera
- Flavio, re de’ Longobardi (Guido), English Touring Opera
- Giulio Cesare (Nireno), English National Opera
- Joshua (Othniel), Opera North Leeds
- Riccardo Primo (Titelpartie), London Handel Festival
- Rinaldo (Titelpartie), Longborough Festival Opera, 2014 – Wiener Kammeroper, 2014
- Rodelinda (Unulfo), London Handel Festival

### In Opern anderer Komponisten
- Blow: Venus and Adonis (Cupid), Festwochen der Alten Musik Innsbruck
- Britten: Death in Venice (Apollo), English National Opera (cover)
- Cavalli: Elena (Euripilo, La Discordia und Polluce), Opéra de Lille; Festival de Sablé sur Sarthe; Lissabon
- Engelbert Humperdinck: Hänsel und Gretel (Hänsel), Wiener Kammeroper
- Ligeti: Le Grand Macabre (Fürst Gogo) Aalto-Theater Essen, 2015
- Monteverdi: L’incoronazione di Poppea (Amor), Theater an der Wien – English Touring Opera
- Purcell: Dido and Aeneas (Spirit), Opera North Leeds – Festwochen der Alten Musik Innsbruck
- Richter: SUM, Royal Opera House Covent Garden (ROH2)
- Tommaso Traetta: Antigone (Emone), Wiener Kammeroper

## Auszeichnung
- 2012 Antonio-Cesti-Wettbewerb für Barockmusik in Innsbruck (Spezialpreis)